# Pirata subniger
Pirata subniger är en spindelart som beskrevs av Pelegrín Franganillo Balboa 1913. 
Pirata subniger ingår i släktet Pirata och familjen vargspindlar. Artens utbredningsområde är Spanien. Inga underarter finns listade i Catalogue of Life.